# 卡爾 (北卡羅萊納州)
卡爾（英語：Carr）是位於美國北卡羅萊納州奧蘭治縣的非建制地區。

## 歷史
卡爾的郵局於1894年設立，其後於1908年停運。

## 地理
卡爾所處的海拔為高於海平面219米（即719英呎），而該地所採用的時區為UTC-5，即北美东部时区（EST）。同時該地設有夏令時間，為UTC-5調快一小時，即UTC-4（EDT）。